# Réforme orthographique
 (mars 2024).

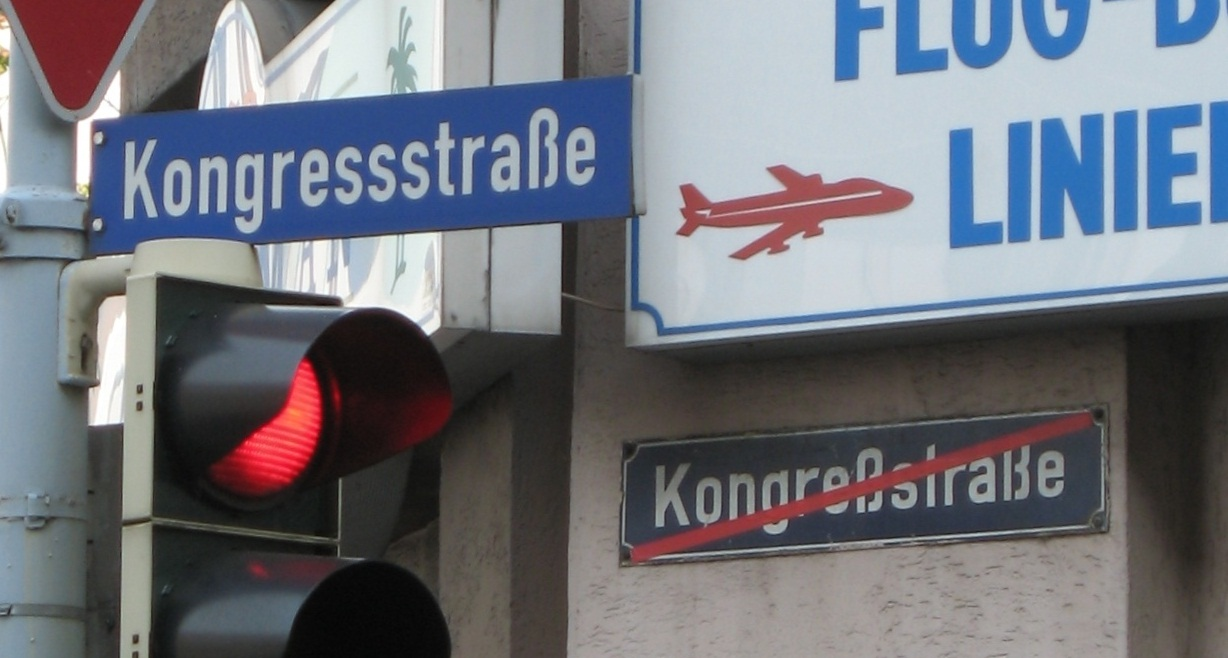
Signe de nom de rue à Aix-la-Chapelle appliquant la dernière réforme orthographique de l'allemand.

Une réforme orthographique est un texte visant à modifier officiellement les normes qui définissent l'écriture d'une langue dans un pays.
Elle est généralement précédée par un travail de linguistes qui cherchent à homogénéiser les règles et à homologuer les usages. Cependant, certaines propositions officielles restent inemployées par les locuteurs.

## Liste de réformes orthographiques

### Allemand
- Réforme de l'orthographe allemande de 1996

### Espagnol
- Réforme orthographique chilienne (1844-1927)
- Réforme orthographique espagnole de 2010 (es)

### Français
- Réforme de l'orthographe française de 1835
- Réforme de l'orthographe française de 1878
- Rectifications orthographiques du français en 1990

### Indonésien
- Réforme orthographique de l'indonésien de 1972

### Portugais
- Réformes orthographiques au Portugal (1911) (pt) et au Brésil (1943 (pt), 1971 (pt))
- Accord orthographique de la langue portugaise (traité international, 1990)

### Russe
- Réforme orthographique russe